# Conophytum subfenestratum
Conophytum subfenestratum es una especie de planta suculenta perteneciente a la familia de las aizoáceas.  Es originaria de Sudáfrica.

## Descripción
Es una pequeña planta suculenta perennifolia de pequeño tamaño que alcanza los 2,5 cm de altura a una altitud de 180 - 350   metros en Sudáfrica.
Está formada por pequeños cuerpos carnosos que forman grupos compactos de hojas casi esféricas, soldadas hasta el punto de que sólo una muy pequeña diferencia separan a las dos hojas. En la naturaleza, los grupos de hojas se esconden entre las rocas y en las grietas, que retienen depósitos apreciable de arcilla y arena.

## Taxonomía
Conophytum subfenestratum fue descrita por Martin Heinrich Gustav Schwantes y publicado en Gartenwelt 1929, xxxiii. 68.
Etimología
Conophytum: nombre genérico que deriva de las palabras griegas: κωνος (cono) = "cono" y φυτόν (phyton) = "planta".
subfenestratum: epíteto latino que significa "con ventana inferior".
Sinonimia
- Ophthalmophyllum subfenestratum (Schwantes) Tischer
- Conophytum pillansii Lavis (1929)
- Conophytum edithiae N.E.Br. (1931)
- Conophytum lucipunctum N.E.Br. (1933)[3][4]